# Ossian
Pour les articles homonymes, voir Ossian (homonymie).

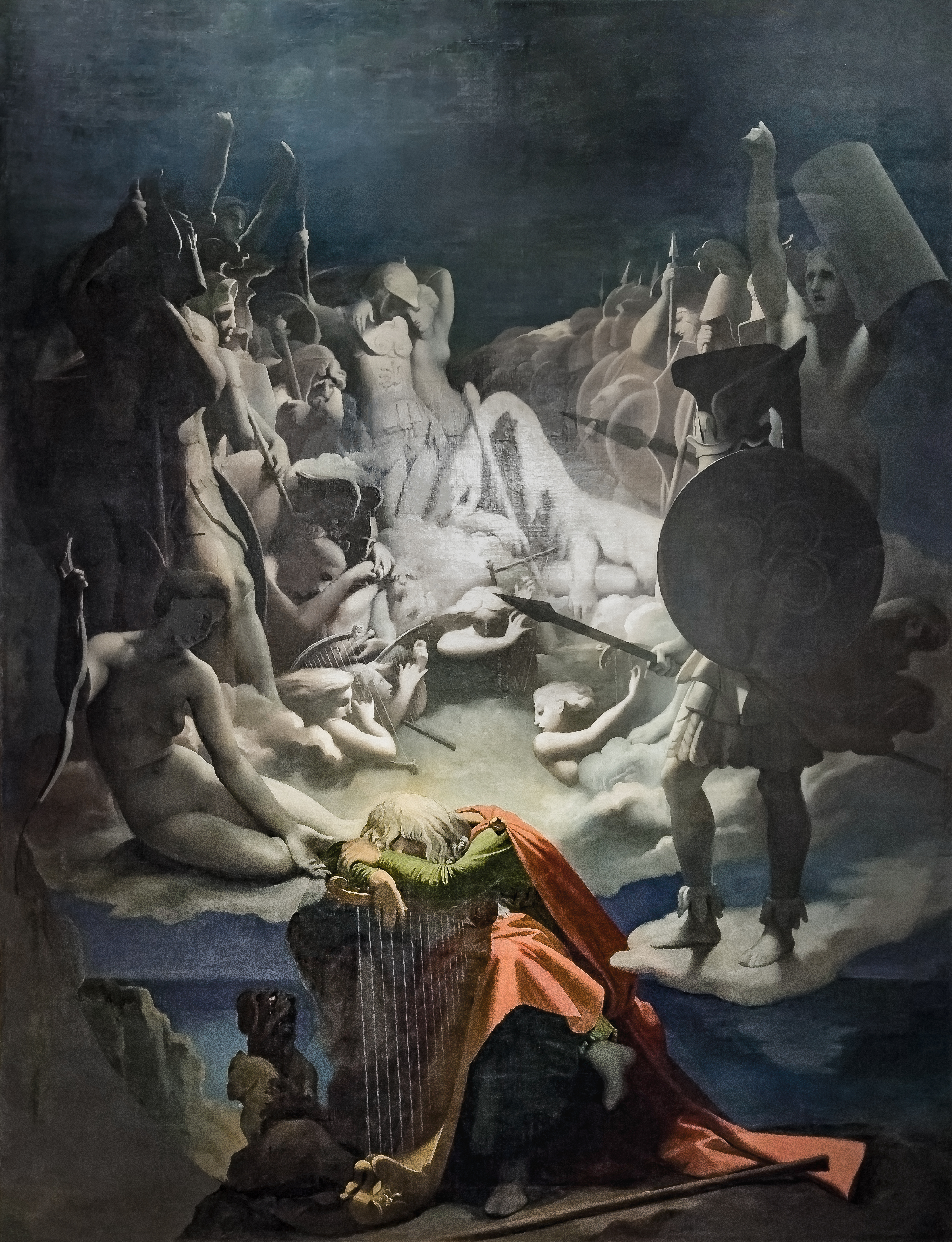
Le Songe d'Ossian, par Ingres, 1813.

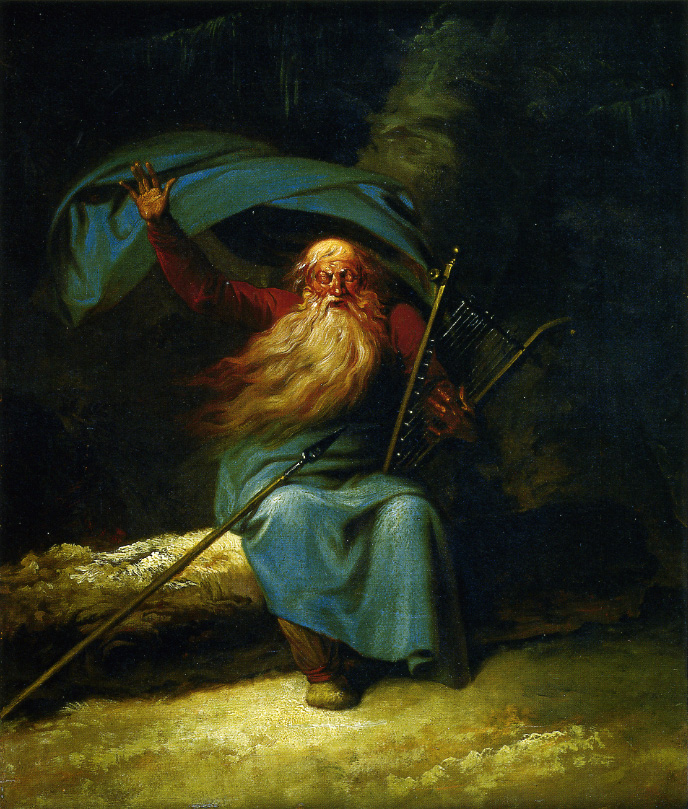
Le chant du cygne d'Ossian par Nicolai Abildgaard, 1782.

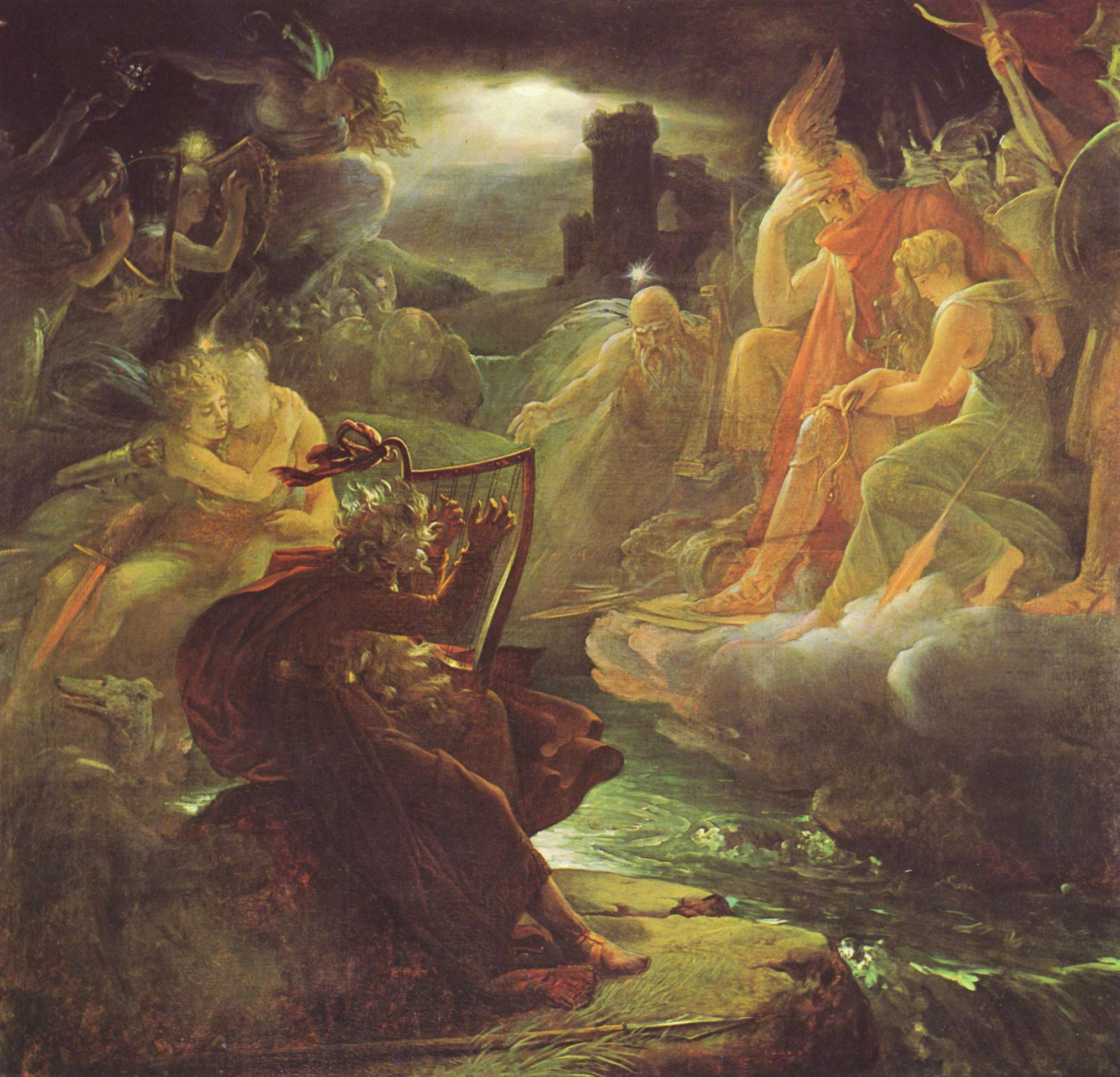
Ossian évoque les fantômes au son de la harpe sur les bords du Lora, par le baron Gérard, 1801-1802.

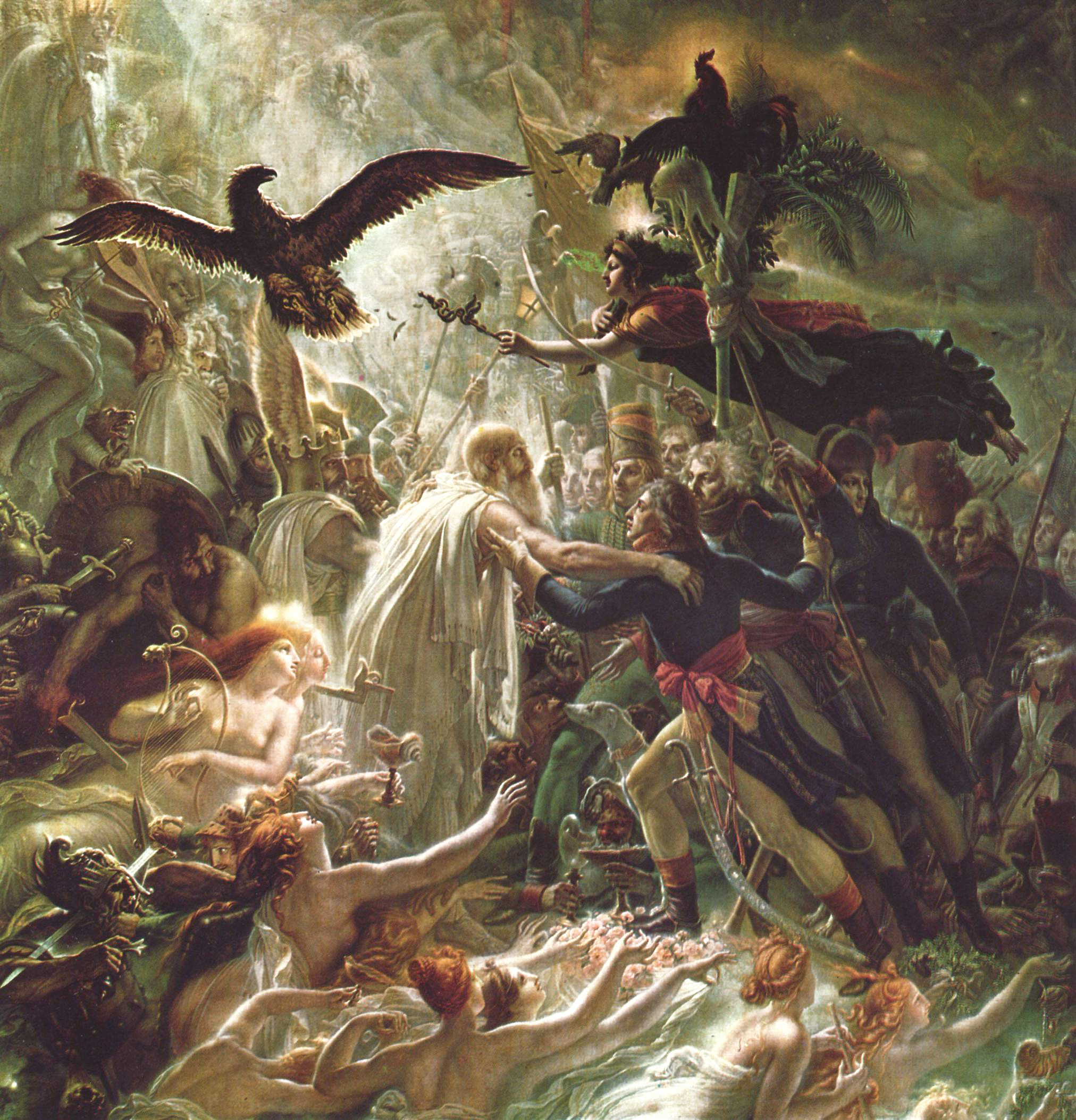
Ossian reçoit les Héros français morts pour la patrie par Anne-Louis Girodet de Roucy, 1805.

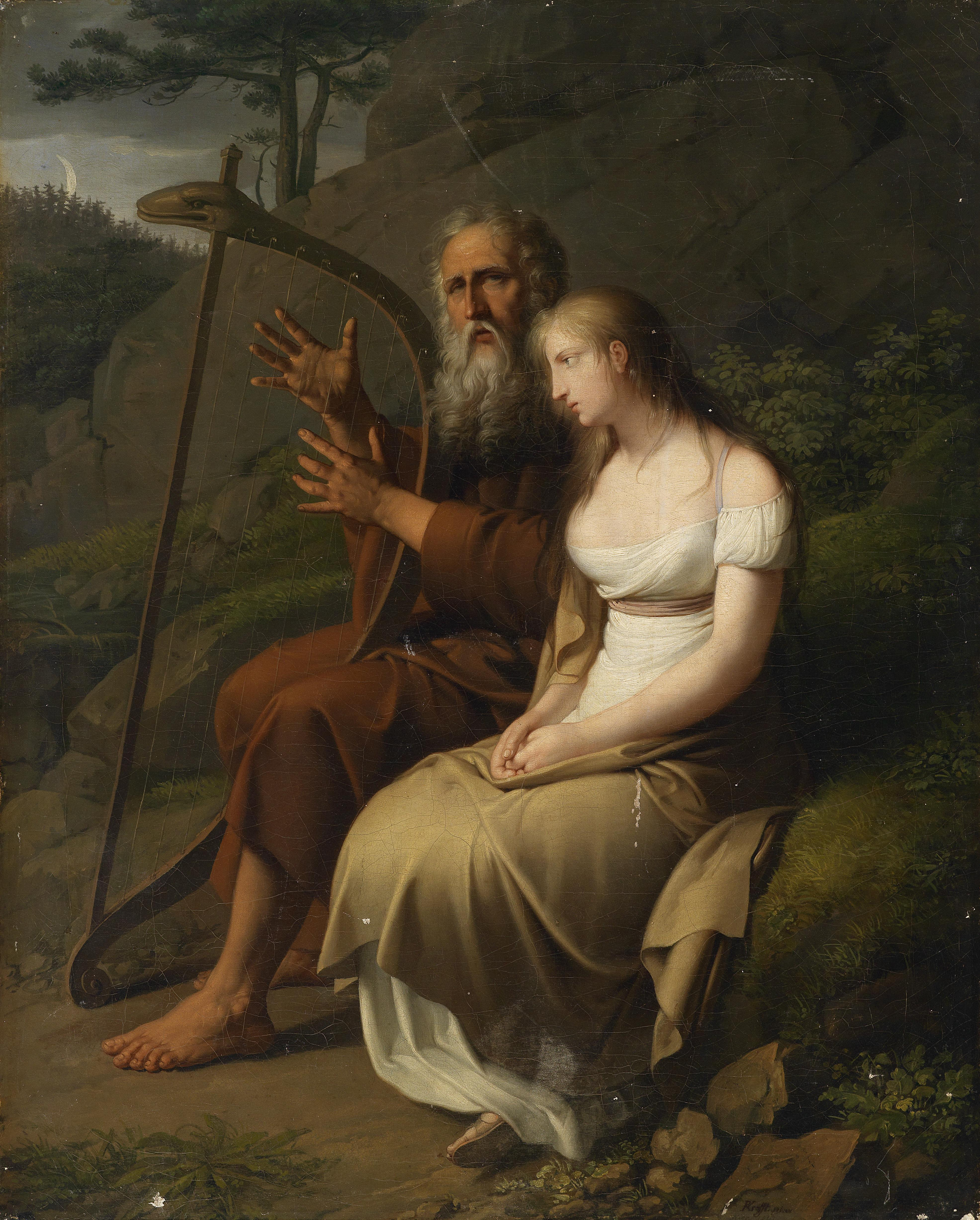
Ossian et Malvina par Johann Peter Krafft, 1810.

Ossian (ou Oisín, signifiant « petit faon » en irlandais), barde écossais du IIIe siècle, fils de Fingal et Sadhbh (en), serait l’auteur d’une série de poèmes dits « gaéliques » traduits et publiés en anglais entre 1760 et 1763 par le poète James Macpherson, qui eurent un énorme retentissement dans toute l'Europe.

## Débat sur l’authenticité
Les poèmes, dont le plus connu est Fingal (1762), furent publiés entre 1760 et 1765. Le débat concernant leur authenticité démarra rapidement au Royaume-Uni car les Anglais, majoritaires, préféraient propager une idée d'identité nationale d'origine gréco-romaine et non d'origine celtique. Charles O'Connor rejette la totalité des poèmes en relevant des erreurs techniques dans la chronologie et la formation des noms gaéliques. Macpherson n'a pas été en mesure de justifier ces « erreurs ». Samuel Johnson, qui par ailleurs n’était pas impressionné par la qualité des poèmes, après plusieurs enquêtes locales, affirme que Macpherson a trouvé des fragments d'anciens poèmes et histoires de diverses sources irlandaises, galloises et anglaises, laissant croire qu'il pense que Macpherson avait organisé la collection dans une romance de sa propre composition. Hugh Blair, par contre, affirma dans A Critical Dissertation on the Poems of Ossian (1763) l'opinion qu’il s’agissait bien de la traduction de sources en écossais. Ceci eut pour conséquence qu'au débat sur la véracité de la traduction s'ajouta un débat entre ceux qui soutenaient qu'ils appartenaient à la culture écossaise et d'autres qui retenaient l'Irlande comme origine, Fingal étant un héros de cette région.
Au XXe siècle, des recherches entreprises par Derick Thomson (1952) confirmèrent que des originaux de plusieurs poèmes gaéliques se rattachant au cycle ossianique avaient été retrouvés chez Macpherson après sa mort. Le poète les aurait adaptés, parfois en suivant l’original de très près, parfois en prenant beaucoup de libertés, comme il était courant au XVIIIe siècle. Il est donc permis de penser que Macpherson a certainement fait preuve de licence artistique, mais que l'origine de ses œuvres était authentique.

## Influence
Les poèmes d’Ossian eurent rapidement une grande audience. C'était l'une des lectures favorites de Napoléon et des « Barbus », groupe de jeunes artistes français issus de l'atelier du peintre Jacques-Louis David, qui cherchaient une alternative au néo-classicisme. Au début du XIXe siècle, le mythe d'Ossian est l'un des principaux thèmes préromantiques où se manifeste une dimension onirique, qui inspire surtout les peintres scandinaves, allemands et français comme Nicolai Abildgaard et, outre la Secte des Barbus, Anne-Louis Girodet, Eugène Isabey, le baron Gérard et même Ingres.
Une véritable « celtomanie » s'empara de nombreux milieux littéraires, couvrant aussi bien les langues et cultures que les monuments mégalithiques, lesquels n'ont pourtant de commun avec les Celtes que d'être situés sur les lieux d'implantation de certaines de leurs tribus. 
Napoléon Ier, qui appréciait la poésie d'Ossian, choisit le nom de Dermide, celui d'un de ses héros, comme prénom de son neveu Louis, Napoléon (1798-1808), le fils de sa sœur Pauline et de Leclerc.    
Encensés comme un genre de littérature nord-européenne soutenant la comparaison avec l’œuvre d’Homère, ils stimulèrent l’intérêt pour l’histoire ancienne et la mythologie celtique, non seulement au Royaume-Uni, mais également en France, en Allemagne et jusqu’en Hongrie. Ils sont à l'origine de l'ossianisme, mouvement poétique pré-romantique qui prend tout son sens dans le contexte de « l’éveil des nationalités » : les guerres napoléoniennes ont pour conséquence chez les nations vaincues une volonté d’affirmer leur indépendance culturelle et de rechercher leurs racines populaires le plus loin possible. L'ossianisme forge des épopées nationales qui trouvent leur apogée dans le nationalisme romantique. 
Ainsi, sans les Poèmes d'Ossian, Wagner n'aurait sans doute jamais écrit sa Tétralogie. Walter Scott s’en inspira, J.W. von Goethe inséra une traduction en allemand du poème Les chants de Selma dans une scène des Souffrances du jeune Werther . Johann Gottfried Herder écrivit Extrait d’une correspondance sur Ossian et les chants des peuples anciens au début du mouvement Sturm und Drang. En Hongrie, de nombreux écrivains furent influencés par les poèmes, dont Baróti Szabó, Mihály Csokonai, Sándor Kisfaludy, Ferenc Kazinczy, Ferenc Kölcsey, Ferenc Toldy et Ágost Greguss. János Arany, père de László, composa Homère et Ossian. Les poèmes exercèrent aussi une influence sur la musique romantique. Franz Schubert, en particulier, en reprit plusieurs en lieder. En France, Pierre Baour-Lormian traduisit McPherson, Jean-François Lesueur composa l'opéra Ossian ou Les Bardes créé en 1804, et Étienne-Nicolas Méhul son opéra Uthal en 1806. Chateaubriand et Musset, entre autres, y trouvèrent une inspiration lorsqu'ils introduisirent le modèle du poème en prose en français.
L'historien français Ernest Renan imagina la conversation entre Ossian et saint Patrick :

« Ossian regrette les aventures, les chasses, le son du cor et les vieux rois. « S'ils étaient là, dit-il à saint Patrice, tu ne parcourrais pas les campagnes avec ton troupeau psalmodiant. » Patrice cherche à le calmer par de douces paroles, et quelquefois pousse la condescendance jusqu'à écouter ses longues histoires, qui paraissent médiocrement l'intéresser. « Voilà mon récit, dit le vieux barde en terminant ; quoique ma mémoire s'affaiblisse et que le souci ronge mon être, je veux continuer à chanter les actions du passé et à vivre de l'ancienne gloire. Maintenant je suis vieux ; ma vie se glace et toutes mes joies disparaissent. Ma main ne peut plus tenir l'épée, ni mon bras manier la lance. Parmi les clercs se prolonge ma triste dernière heure, et ce sont des psaumes qui tiennent maintenant la place des chants de victoire. » « Laisse là ces chants, dit Patrice, et n'ose plus comparer ton Finn au Roi des rois, dont la puissance est sans bornes ; courbe devant lui les genoux, et reconnais-le pour ton maître. » Il fallut céder, en effet, et la légende veut que le vieux barde ait fini sa vie dans le cloître, parmi les clercs qu'il avait tant de fois rudoyés, au milieu de ces chants qu'il ne connaissait pas. »

### Œuvres musicales françaises inspirées de l'ossianisme
- Jean-François Lesueur, Chant gallique, cantate en 50 vers (1803)
- Ignace Pleyel, hymnes gaéliques : Colma, Les Adieux d'Oscar à Malvina, Ossian à Sulmala
- Étienne Nicolas Méhul, Oscar et Dermide
- Niccolò Piccinni, Romance gallique
- Henri Jean Rigel, Le Barde au tombeau de sa bien-aimée
- Pierre Gaveaux, Romance tirée du poème d'Ossian
- Jean-François Lesueur, Ossian ou Les Bardes, opéra en cinq actes (1804) ayant tenu la scène jusqu'en 1817
- Étienne Nicolas Méhul, Uthal, opéra (1806) utilisant uniquement des altos au lieu des violons. (Enregistrement récent : Uthal - Karine Deshayes, Yann Beuron, Jean-Sébastien Bou, Christophe Rousset (dir.), Les Talens Lyriques, Chœur de chambre de Namur  ; 2017, Bru Zane)
- Charles-Simon Catel, Wallace ou le Ménestrel
- Théodore Gouvy, Le dernier hymne d'Ossian, scène lyrique pour basse et orchestre, op. 15
- Camille Saint-Saëns, Le Lever de la lune (1855), d'après un poème d'Ossian
- Massenet, lied d'Ossian « Pourquoi me réveiller ? » dans Werther (acte III)[réf. souhaitée]
- Vincent d'Indy, Feerval
- Ange Flégier, Ossian, poème de Blanche Sari-Flégier mis en musique (1882)[10]
- Charles Lenepveu, Velleda, opéra (1888)
- Jean Guillou, Ballade ossianique no 1 - Temora op. 8 (1962) et Ballade ossianique no 2 - Les chants de Selma op. 23 (2005)

#### Sources
- George F. Black, Macpherson's Ossian and the Ossianic Controversy, New York, (1926).
- Patrick MacGregor, M.A., The Genuine Remains of Ossian, Literally Translated, Highland Society of London, 1841.
- Derick Thomson, The Gaelic Sources of Macpherson's "Ossian" (1952).

#### Textes
- James Macpherson (1736-1796) (poète écossais qui prétendait traduire du gaélique le barde Ossian)
  - Fragments of Ancient Poetry collected in the Highlands of Scotland and translated from the Gaelic or Erse language (Fragments de poésie ancienne recueillis dans les montagnes d'Écosse et traduits du gaélique (1760) (sans nom d'auteur). Trad. : Ossian/Macpherson, Fragments de poésie ancienne, trad. de Diderot, Turgot, Suard, éditions José Corti, 1990, 206 p.
  - The Fingal. An Ancient Epic Poem in Six Books, translated from the original Gaelic language by Mr James Macpherson and now rendered into heroic verse (1762) (Macpherson se dit le traducteur).
  - Temora. An ancient epic poem, in eight books, together with several other poems, composed by Ossian, translated from the Galic language by James Macpherson (1763). Trad. : Ossian/James Macpherson, Temora. Poëme épique en VIII chants, trad. M. le Mis de Saint-Simon(1774), Nabu Press, 2012, 326 p.
  - trad. : Ossian, barde du IIIe siècle. Poèmes gaéliques recueillis par James Macpherson, trad. P. Christian, 1910. James Macpherson, Œuvres d'Ossian. Traduction et édition critique par Samuel Baudry, Classiques Garnier, 2013, 497 p. Texte anglais et traduction française. Œuvres complètes d'Ossian. Barde écossais du IIIe siècle, Transatlantiques (18 septembre 2002)  (ISBN 2922941337)  (ISBN 978-2922941333)

#### Études
- Howard Gaskill, The Poems of Ossian and Related Works, introduction de Fiona Stafford, Edinburgh Univ. Press, 1996.
- Howard Gaskill (dir.), The Reception of Ossian in Europe, Londres, Continuum, 2004.
- Saskia Hanselaar, Ossian ou l'Esthétique des Ombres : une génération d'artistes français à la veille du Romantisme (1793-1833), thèse de doctorat, dir. S. Le Men, Université de Paris Ouest Nanterre la Défense, 2008.
- Saskia Hanselaar, « Un résultat contrasté : les éditions françaises illustrées d'Ossian de la Révolution à la Monarchie de Juillet », Cahiers d’Histoire de l’Art, 2009, numéro 7, p. 61-71.
- Saskia Hanselaar, « Un dessin d'Auguste Couder au musée des Beaux-arts de Nancy à réattribuer à Augustin Vafflard », Cahiers d’Histoire de l’Art, 2010, no 8, p. 136-137.
- Saskia Hanselaar, « Ossian à l'origine de la figure du Gaulois dans la peinture française autour de 1800 », dans Ludivine Péchoux (dir.), Les Gaulois et leurs Représentations, Paris, Éditions Errance, 2011, ch. III, p. 51-68.
- Saskia Hanselaar,« La Mort de Malvina du musée Auguste Grasset à Varzy : une œuvre de jeunesse réattribuée à Ary Scheffer », La Revue des musées de France - Revue du Louvre, LXIe année, octobre 2011, no 4, p. 87-96.
- Saskia Hanselaar, « De la diffusion à la transformation de l'image par la littérature et la gravure ossianiques : le « cas » Balzac », collectif sous la direction de Nathalie Preiss et de Michel Lichtlé, l’Année Balzacienne – Balzac et les Arts en Regard, Cinquantenaire de la revue, 2011/1, no 12, Paris, PUF, p. 21-43.
- Saskia Hanselaar, « Le Songe d’Ossian : une représentation du sommeil autour de 1800 », collectif sous la direction de Véronique Dalmasso, Façons d’Endormis, le sommeil entre inspiration et création, Paris, Éditions le Manuscrit, 2012, p. 95-109.
- Gilles Soubigou, Ossian dans la peinture et les arts graphiques en France (1777-1827). Un mythe littéraire entre illustration et interprétation, Mémoire de maîtrise sous la direction d'Eric Darragon, Université Paris I Panthéon-Sorbonne, 2001.
- Gilles Soubigou, "Ossian et les Barbus : primitivisme et retirement du monde sous le Directoire", Renoncer à l'art. Figures du romantisme et des années 1970 (sous la direction de Julie Ramos), Paris, Roven, 2014, p. 85-105.
- Paul van Tieghem, Ossian en France, Paris, 1917, 2 tomes.
- Paul van Tieghem, Ossian et l'ossianisme dans la littérature européenne au XVIIIe siècle, Paris, Wolters, 1920.